# Elisabeth Berchtold
 Elisabeth Berchtold , född 8 juni 1971 i Stockholm, är en svensk poet. Hon debuterade 2012 med diktsamlingen Marialucia.